# Гебиртиг, Мордехай
Мордеха́й Геби́ртиг (идиш מרדכי געבירטיג‎, пол. Mordechaj Markus Bertig; 4 апреля 1877, Краков — 4 июня 1942, Краков) — еврейский композитор и поэт-песенник. Один из самых известных авторов песен в еврейском мире 1920—1930-х годов. Писал на идише, опираясь на еврейскую народную мелодику. Был убит во время ликвидации Краковского гетто 4 июня 1942 года.

## Биография
Родился в краковском районе Казимеж, в семье Шифры и Исаака Бертигов. Окончил хедер, затем работал столяром, был членом Социал-демократической партии, впоследствии вошедшей в состав Бунда. В период Первой мировой войны не был мобилизован из-за болезни сердца и работал санитаром в краковском военном госпитале. В межвоенный период писал песни для кабаре, был связан с литературным кружком Бунда.
В 1940 году был выселен в район Лагевники, а затем в Краковское гетто, где жил на улице Янова-воля. Расстрелян немцами с женой и дочерьми в ходе ликвидации гетто в «кровавый четверг» 4 июня 1942 года. На доме композитора и на месте расстрела открыты памятные таблички.
Автор около 600 песен, в том числе «Эс брендт» (с идиш — «Горит»), посвященной погрому в Пшитыке и впоследствии популярной в среде еврейского антинацистского сопротивления, а также «Марша безработных» (идиш Arbetsloze marsh‎).